# موخبین سینگ
موخبین سینگ (انگلیسی: Mukhbain Singh؛ زادهٔ ۱۲ دسامبر ۱۹۴۴) بازیکن هاکی روی چمن اهل راج بریتانیا است.